# Stockholms läns västra tingsrätt
Stockholms läns västra tingsrätt var en tingsrätt i Sverige med kansli på Kungsgatan 35 i Stockholm. Tingsrättens domsaga omfattade vid upplösningen Sigtuna, Upplands-Väsby och Vallentuna kommuner. Tingsrätten och dess domsaga ingick i domkretsen för Svea hovrätt. Tingsrätten och dess domsaga uppgick 1977 i Sollentuna tingsrätt och domsaga med en del som uppgick i Södra Roslags tingsrätts domsaga.

## Administrativ historik
Vid tingsrättsreformen 1971 bildades denna tingsrätt i Stockholm av  häradsrätten för Stockholms läns västra domsagas tingslag. Domkretsen bildades av tingslaget och bestod 1971 av kommunerna Sigtuna, Upplands-Väsby och Vallentuna.
1 januari 1977 upphörde tingsrätten och ur den upplösta domsagan överfördes Sigtuna och Upplands-Väsby kommuner till den då nybildade Sollentuna domsaga medan Vallentuna kommun överfördes till Södra Roslags domsaga.

## Lagmän
- 1971-1972: Gösta Thulin
- 1972-1976: Stig Egersten